# Leptometopa pacifica
Leptometopa pacifica är en tvåvingeart som beskrevs av Papp 1984. Leptometopa pacifica ingår i släktet Leptometopa och familjen sprickflugor.
Artens utbredningsområde är Fiji. Inga underarter finns listade i Catalogue of Life.